# Zátony Kálmán
Zátony Kálmán, születési és 1904-ig használt nevén Freund Kálmán (Budapest, 1886. március 3. – London, 1957. október 30.) magyar színész. Bátyja Freund Dezső építész.

## Életútja
Budapesten született Freund Jónás (1848–1922) és Bergmann Fanni (1851–1937) gyermekeként. Apai nagyszülei Freund Ármin és Stern Katalin, anyai nagyszülei Bergmann Zsigmond és Sachs Terézia voltak. Középiskolai tanulmányai után beiratkozott a Színészakadémiára, ahol 1907-ben nyert oklevelet. 1910-ben Krecsányi Ignác színigazgató szerződtette, fellépett Temesvárott, Pozsonyban, Miskolcon. 1912-ben Szegedre ment, ahonnan ugyanezen év szeptember 1-jén a Vígszínház együttesének lett tagja, ahol feltűnő sikert aratott a Tündérlaki lányokban Pázmán Sándor szerepében. 
1914 nyarán egy tengeri utazáson, a Polnay kereskedelmi hajó fedélzetén érte az első világháború kitörése Algír közelében. Gibraltár után, Rotterdam felé haladva 1914. augusztus 6-án a britek feltartóztatták a hajót. A britek aug. 12-i hadba lépését követően, mint tartalékos zászlóst, hadifogolyként internálták. 1914 decemberében szabadon engedték, de csak 1915 márciusában sikerült hazatérnie. Nemsokára a harctérre került, majd orosz fogságba esett. Krasznojarszkban társulatot hozott létre magyar hadifoglyokból Földényi Lászlóval közösen. 1920. augusztus 14-én ismét fellépett a Vígszínházban, illetve Berlinben filmezett. 1925. szeptember 1-től a Magyar Színház tagja volt. 1928–29-ben a Vígszínházban játszott, majd 1930-tól szerződés nélkül működött. Esetenként fellépett Víg, a Pesti és az Új Színházban. Játszott operettekben 1921-ben a Városi Színházban, 1925-ben a Fővárosi Operettszínház, 1929-ben és 1933-ban a Király Színházban, majd 1936-ban a Royal Színházban is szerepelt. 
1940-től 1944-ig az OMIKE Művészakció előadásain engedték csak fellépni. 1945 és 1949 között a Vígszínház művésze volt, majd 1951-ben ismét a Vígszínházban és a Fővárosi Operettszínházban láthatta a közönség.
Felesége Tatay Klára volt, akivel 1924. november 24-én Budapesten, az Erzsébetvárosban kötött házasságot.

## Filmszerepei
- Júdás fiai (1920)
- Pique Dame (1921)
- Farsangi mámor (1921) – French
- A kém (1922, szkeccs)
- Lélekrabló (1922, szkeccs)
- Csárdáskirálynő (1927)
- Zsuzsanna és a vének (1928)
- Magdolna (1928)
- Mária nővér (1929)
- Tavasz a viharban (1929)
- Kacagó asszony (1930) - férj
- Iza néni (1933)
- Hyppolit, a lakáj (1931, magyar-német) – másodkomornyik
- Rákóczi induló (1933, magyar-német-osztrák) – katona
- Elnökkisasszony (1935) – Bamberger Ferenc igazgató
- Budai cukrászda (1935) – szónok a kiállításon
- Az új földesúr (1935) – a Cabinet Noir hivatalnoka
- Légy jó mindhalálig (1936) – Juhász tanár úr
- Nászút féláron (1936) – pipás amerikai vendég az étteremben
- Az aranyember (1936) – ezredes
- Pusztai szél (1937)
- Hotel Kikelet (1937) – író, szállóvendég
- Két fogoly (1937) – fogadóbizottsági katona
- Tokaji rapszódia (1937) – vevő a borszaküzletben